# Femmes sauvages
Pour plus de détails, voir Fiche technique et Distribution.
Femmes sauvages (Wild Women) est un western de la télévision américaine diffusé en 1970, réalisé par Don Taylor.

## Synopsis
Un groupe de cinq femmes sortent de leur pénitencier pour servir d'épouses à des militaires américain en expédition de soutien aux Rangers du Texas, alors en rébellion contre le gouvernement mexicain. L'expédition vise à établir une route de ravitaillement rapide de ces Rangers et à leur apporter quelques canons dissimulés dans les chariots. Déguisés en colons, avec un guide, Killian connaisseur de la région, les soldats doivent être accompagnés de femmes pour rendre leur apparence plus discrète. Le voyage prend tour à tour des aspects festifs, ou disciplinaires, mais aussi dramatiques.

## Fiche technique
Sauf indication contraire, les informations mentionnées dans cette section peuvent être confirmées par la base de données cinématographiques IMDb,  présente dans la section « Liens externes ».
- Titre québécois : Femmes sauvages[1]
- Titre anglais original : Wild Women
- Réalisation : Don Taylor
- Scénario : Lou Morheim et Richard Carr d'après le roman Trailmakers de Vincent Fotré
- Production : Aaron Spelling pour Aaron Spelling Productions
- Musique : Fred Steiner
- Photographie : Fleet Southscott
- Montage : Aaron Stell
- Durée : 74 min
- Pays de production :  États-Unis
- Langue originale : anglais américain
- Première diffusion : 20 octobre 2010 sur ABC

## Synopsis
- Hugh O'Brian : Killian, le guide
- Anne Francis : Jean Marshek, ancienne amoureuse de Killian
- Marilyn Maxwell : Maude Webber
- Marie Windsor : Lottie Clampett
- Sherry Jackson (en) : Nancy Belacourt
- Robert F. Simon : Col. Donahue
- Richard Kelton (en) : Capitaine Charring
- Cynthia Hull : Mit-O-Ne
- Pepe Callahan : Lieutenant mexicain Santos
- Ed Call : Sergent Frame
- John A. Neris : Sergent Flmer Cass
- Troy Melton (en) : Caporal Isham
- Joseph Kaufmann : Bishop
- Chuck Hicks : Caporal Hearn
- Jim Boles : Warden
- Michael Keep : Cadete, Mescalero

## Réception
La film est diffusé le 20 octobre 1970, puis rediffusé pendant l'été 1971. Il obtient une cote de 26.3.
Il est apprécié dans les colonnes du Los Angeles Times comme un « diverting entertainment ».